# Episodi di Racconti della frontiera
Questa voce contiene trame, dettagli e crediti dei registi e degli sceneggiatori dell'unica stagione della serie televisiva Racconti della frontiera.
Negli Stati Uniti, l'episodio pilota fu trasmesso dalla NBC il 13 marzo 1976. La serie effettiva andò in onda dal 22 settembre al 29 dicembre 1976. Gli ultimi quattro episodi rimasero inediti.
In Italia, la serie fu trasmessa da Rai 1 a partire dal 25 luglio 1979.
| n° | Titolo originale                 | Titolo italiano         | Prima TV USA      | Prima TV Italia   |
| -- | -------------------------------- | ----------------------- | ----------------- | ----------------- |
| -  | Pilot                            |                         | 13 marzo 1976     |                   |
| 1  | The Captive                      | La prigioniera          | 22 settembre 1976 | 25 luglio 1979    |
| 2  | The Buffalo Hunters              | I cacciatori di bisonti | 29 settembre 1976 | 1º agosto 1979    |
| 3  | Shanklin                         | Shanklin                | 13 ottobre 1976   | 8 agosto 1979     |
| 4  | Day of Outrage                   | La faida                | 27 ottobre 1976   | 8 giugno 1980     |
| 5  | Seventy-Two Hours                | La moglie indiana       | 3 novembre 1976   | 29 agosto 1979    |
| 6  | Prairie Woman                    | La donna della prateria | 10 novembre 1976  | 15 agosto 1979    |
| 7  | Welcome to America, Jade Snow    | Neve di Giada           | 24 novembre 1976  | 22 agosto 1979    |
| 8  | The Longest Drive (Part 1)       |                         | 1º dicembre 1976  |                   |
| 9  | The Longest Drive (Part 2)       |                         | 8 dicembre 1976   |                   |
| 10 | Portrait of a Gunfighter         | Il pistolero            | 22 dicembre 1976  | 12 settembre 1979 |
| 11 | The Freight Train Rescue         | Le maleterre            | 29 dicembre 1976  | 5 settembre 1979  |
| 12 | The Last of the Mountain Men     |                         | INEDITO           |                   |
| 13 | Dynasty of Evil                  |                         | INEDITO           |                   |
| 14 | The Seminole Negro Indian Scouts |                         | INEDITO           |                   |
| 15 | Incident at Drucker's Tavern     | La taverna di Drucker   | INEDITO           | 1º giugno 1980    |